# مائدایاما ئیگورو
مائدایاما ئیگورو (به ژاپنی: 前田山 英五郎) کُشتی‌گیر سوموی اهل استان اهیمه در کشور ژاپن است که سی‌ونهمین کشتی‌گیر دارای رتبهٔ یوکوزونا محسوب می‌شود. وی در سال ۱۹۴۷ میلادی به این مرتبه ارتقا یافت و در سال ۱۹۴۹ میلادی بازنشست شد. مائدایاما ئیگورو توانست ۱ بار قهرمان (یوشو) مسابقات سومو شود.